# Faculdade de Tecnologia de Sorocaba
A Faculdade de Tecnologia de Sorocaba, denominada desde 2011 como FATEC José Crespo Gonzales, também conhecida como Fatec Sorocaba ou simplesmente FATEC para os Sorocabanos, é uma  instituição pública de ensino superior pertencente ao Centro Estadual de Educação Tecnológica Paula Souza (CEETEPS) e vinculada a UNESP, situada na cidade de Sorocaba - SP, na Av. Engenheiro Carlos Reinaldo Mendes 2015, no Alto da Boa Vista. Atualmente existem 68 FATECs em 60 diferentes cidades do estado de São Paulo, sendo que a de Sorocaba é a mais antiga.

## Histórico
A Fatec Sorocaba foi criada em 20 de maio de 1970 pelo Governador do Estado de São Paulo, Dr. Roberto Costa de Abreu Sodré. Foi a primeira instituição pública de ensino superior da cidade e a primeira FATEC do estado, pois apesar da Fatec de Bom Retiro da cidade de São Paulo ter sido criada por lei em 1969, só recebeu o nome de FATEC em 1973, antes era chamada de CEET SP (Centro Estadual de Educação Tecnológica de São Paulo). A Fatec Sorocaba iniciou suas atividades em 07 de junho de 1971, nas instalações da atual escola Prof. Rubens de Faria e Souza, com 66 alunos. Em 1973, fixou-se em seu atual Campus.
Considerada, segundo avaliação do MEC (IGC 2009), a melhor Faculdade de Tecnologia do Brasil.
Em 9 de novembro de 2011, foi publicado na revista Veja uma reportagem classificando as dez melhores faculdades do Brasil, sendo que a Fatec Sorocaba ficou em 7º lugar no ranking nacional e segundo lugar no estado de São Paulo, perdendo apenas para o ITA (Instituto Tecnológico de Aeronáutica). Este estudo foi feito baseando-se nas notas dos alunos concluintes que realizaram as provas do ENADE.
Em março de 2017 foi divulgado pelo INEP os Indicadores de Qualidade de Educação Superior 2015 e a FATEC de Sorocaba ficou com nota 4 de uma escala que vai de 1 a 5.

## Campus

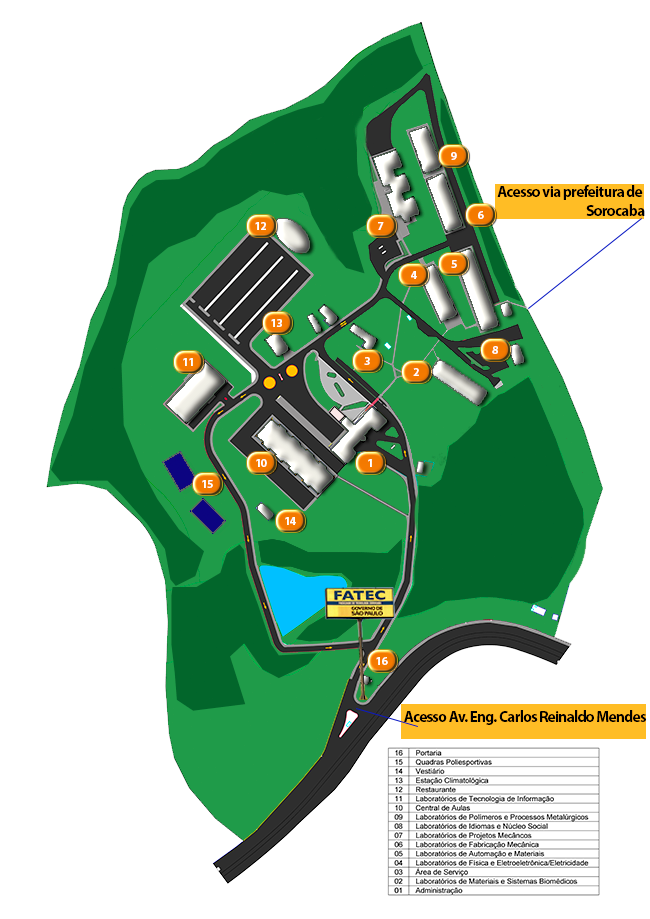
Mapa do Campus visto de cima. http://www.fatecsorocaba.edu.br/imagens/campus.png

A faculdade possui um campus localizado na Av. Engenheiro Carlos Reinaldo Mendes, 2015, no bairro Alto da Boa Vista. Conta com uma área de 174.000 m², na qual 20.000 m² são de Mata Atlântica, uma das poucas áreas que restam conservadas na cidade. No campus habitam animais como lagarto, porco espinho, gamba, aranhas, entre outros. Possui um lago logo na entrada, onde vivem peixes e outros animais. São 9.456 m² de área construída, na qual estão salas de aula, laboratórios, oficinas, biblioteca, administração, cantina, vestiários, setor de manutenção e portaria.
O campus possui duas quadras poliesportivas onde são realizados treinos, campeonatos internos e amistosos entre os times dos alunos da faculdade contra outros times.

## Direção e administração do campus
O órgão colegiado máximo do campus é a Congregação, a qual é formada pelo Diretor da Faculdade, presidente nato da congregação; o Vice-Diretor; os Coordenadores de cada curso; cinco Professores Plenos; três Professores Associados; dois Professores Assistentes; representação discente e representação administrativa. São realizadas eleições a cada dois anos. Apenas para os representantes discentes que a eleição é feita anualmente.

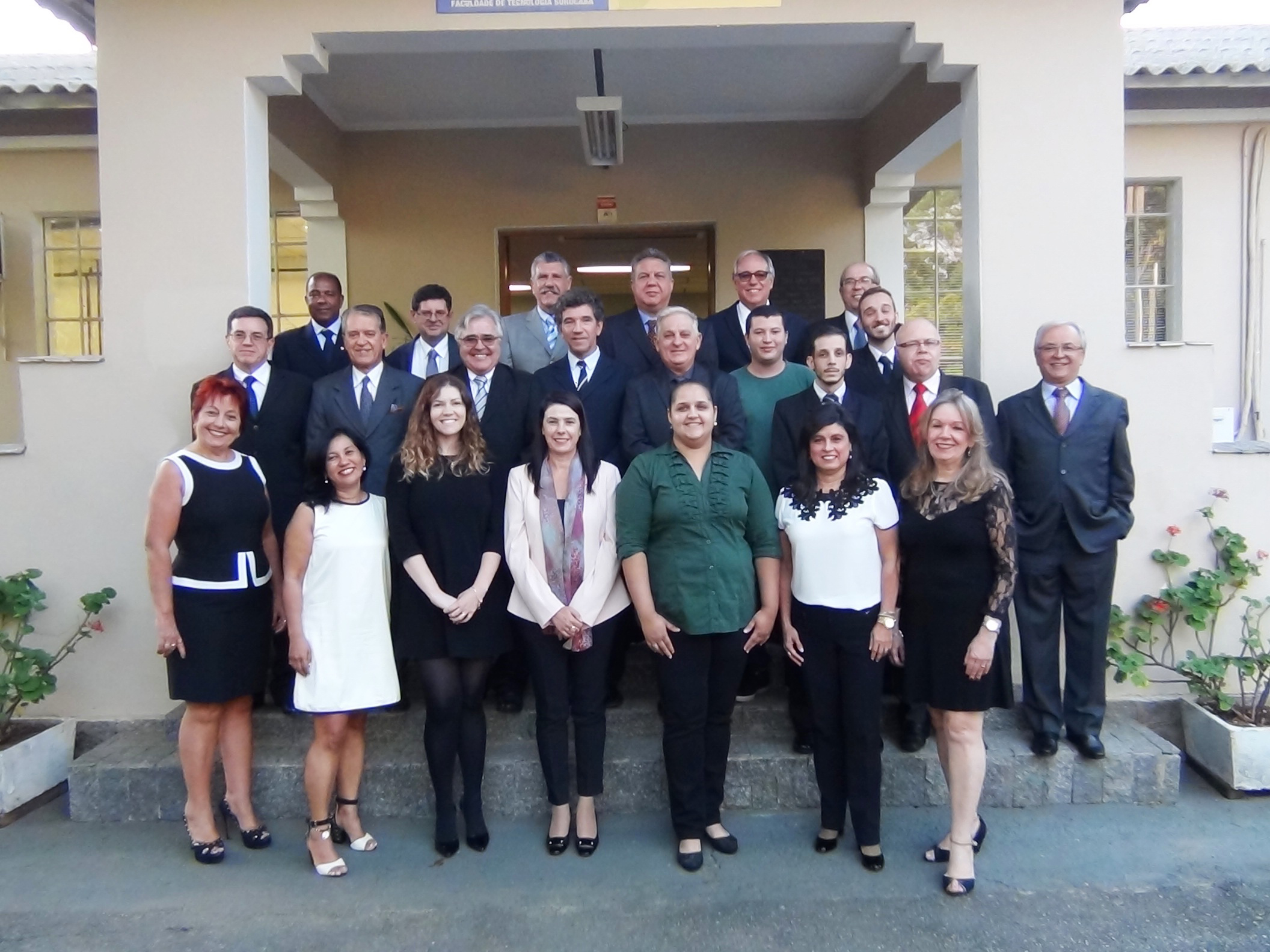
Congregação eleita no início de 2016 na Fatec de Sorocaba

Além da Congregação a Faculdade é dirigida pela Direção, composta pelo Diretor, Vice-Diretor e secretárias. Cada curso possui um Coordenador e todos Coordenadores juntos com o Diretor formam a Câmara de Ensino.
A administração é feita pelos departamentos internos como Coordenadorias, Diretoria Acadêmica, Diretoria Administrativa, Ata, Biblioteca, Pesquisa e Extensão, Vestibular e Laboratórios. Esse último é organizado pelos Auxiliares de Docentes, os técnicos de laboratório, auxiliados por estagiários.

## Organizações discentes
Na Fatec de Sorocaba existem duas organizações discentes oficiais reconhecidas pela Congregação: O Diretório Acadêmico Eraldo Couto Campelo e a Associação Atlética Acadêmica Katarina. O primeiro é responsável principalmente pela parte política, em apoiar os alunos em suas reivindicações e representar os mesmos perante a direção. O segundo tem o objetivo de organizar campeonatos entre os aluno, montar times oficiais dos alunos para competirem em campeonatos externos, organizar eventos festivos, entre outros. Mesmo com essas diferenças de funções, as duas instituições costumam trabalhar com parcerias, um auxiliando o outro.

### Diretório Acadêmico Eraldo Couto Campelo
Também conhecido como DA, o diretório tem uma diretoria eleita anualmente. Em alguns anos não houve eleição ou as mesmas foram adiadas por contratempos no campus ou até por desinteresse dos alunos.

### Associação Atlética Acadêmica Katarina

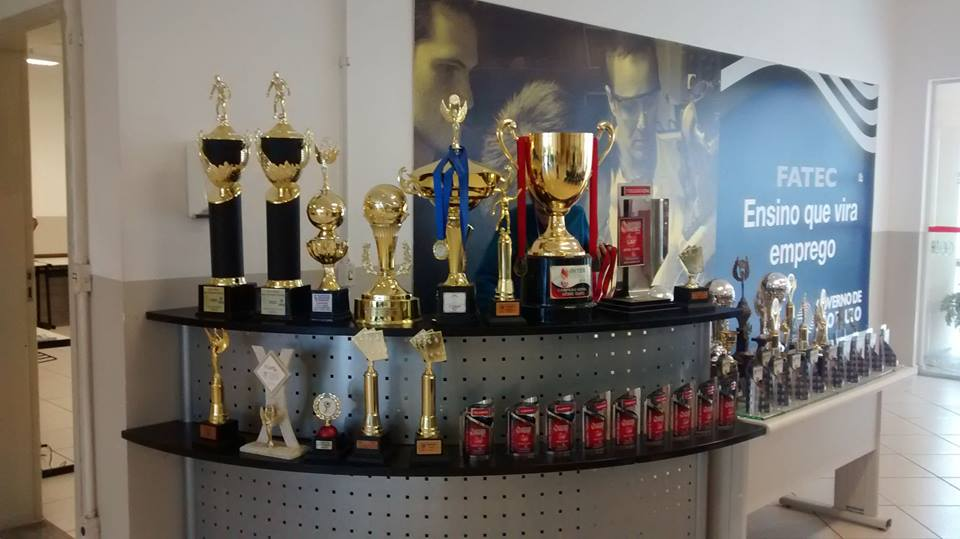
Alguns dos Troféus de competições desportivas que os alunos da Fatec de Sorocaba ganharam ao decorrer dos anos. A grande maioria na Foto foi conquistada entre os anos de 2012 e 2016.

A Atlética é responsável por organizar campeonatos internos como a Taça Katarina, campeonato de futsal entre os alunos do campus que vem sendo realizado desde 2011. Além dos campeonatos internos a A.A.A. Katarina é responsável por montar times para participar de campeonatos externos entre outras faculdades, como o INTERFATEC, competição multimodalidades entre as FATECs de todo o estado que acontece uma vez ao ano. A Associação surgiu oficialmente durante o ano de 2012 e se regularizou no início de 2013. Foi um sonho realizado de alunos que, após participarem do INTERFATEC de 2010, conheceram as Atléticas de outras Fatecs e decidiram que a Fatec de Sorocaba também deveria ter sua própria Atlética para organizar os times oficiais da faculdade, função que antes era realizada pelo DA. Desde sua fundação a Atlética Katarina participou de vários campeonatos, ganhando vários troféus. A principal conquista até o momento foi o de campeão geral da Série Ouro do INTERFATEC 2014.